# Сульом
Сульо́м (рос. Сулём) — село у складі Нижньотагільського міського округу Свердловської області.
Населення — 68 осіб (2010, 137 2002).
Національний склад станом на 2002 рік: росіяни — 95 %.